# KUKL à Paris 14.9.84
KUKL à Paris 14.9.84, lanzado en octubre de 1984 fue el cuarto álbum de KUKL, una banda islandesa que combinaba el rock, punk, jazz y música más experimental. En KUKL se encontraba la solista Björk.

## Lista de canciones
1. Seagull
2. Open the Window and Let the Spirit Fly Free
3. Gibraltar (Copy thy neighbour)
4. France (A Mutual Thrill)
5. Greece (Just By The Book)
6. The Spire
7. Anna
8. Dismembered
9. Aegean (Vials of Wrath)
10. Holland (Latent)
11. Pökn (Fyrir Byrjendur)

NOTA: Grabación en vivo, solo lanzado en casete. La portada de la imagen corresponde a una copia no oficial. Imagen original perdida.